# جیم آلن (هنرمند)
ویلیام رابرت آلن (زاده۲۲ ژوئیه ۱۹۲۲ – درگذشته ۹ ژوئن ۲۰۲۳) یک هنرمند تجسمی اهل نیوزلند بود. او در سال ۲۰۱۵، و از طرف بنیاد هنر نیوزلند  به عنوان نشان بنیاد هنر معارفه گردید . بعدها آلن در ژوئیه ۲۰۲۲ به سن ۱۰۰ سالگی دست پیدا می کند.

## اوایل زندگی و حرفه در جنگ
آلن در تاریخ ۲۲ ژوئیه ۱۹۲۲ در ولینگتون متولد می شود و بعد از آن در سال های ۱۹۴۰ تا ۱۹۴۵، با نیروی اعزامی نیوزلند در شمال آفریقا و ایتالیا تحت عنوان یک راننده کامیون، موتورسیکلت سوار و اسلحه بدست مشغول فعالیت در این زمینه می شود.

## تحصیلات
آلن پس از پایان جنگ، در سال ۱۹۴۵ در دانشگاه پروجا و انستیتو هنر فلورانس ایتالیا مشغول تحصیلات در این زمینه شد. بعد از آن در سال ۱۹۴۸، مدرک دیپلم هنرهای زیبا را از دانشکده دانشگاه کانتربری در کرایست چرچ اخذ می نماید.